# 남고사지
남고사지(南固寺址)는 대한민국 전북특별자치도 전주시 완산구 남고산성에 있는 절 터이다. 1985년 8월 16일 전라북도의 기념물 제72호로 지정되었다.

## 개요
이 터는 신라 문무왕 8년(668)에 명덕(明德) 스님이 세웠다고 하는 남고연국사(南固燕國寺)가 있던 자리이다. ｢연국(燕國)｣은 나라를 편안하게 한다는 뜻으로, 산성 지역에 자리잡은 절에 많이 사용되던 명칭이다. 조선 후기부터는 남고사로 불리었는데, 이 절의 승려들이 ｢남고산성｣을 지키는데 한 몫을 담당했다. 옛 남고사 터는 현재의 남고사 대웅전 서쪽 전방의 건물이 있는 곳이다. 현재 남고사 건물은 약 100여 년 전에 건립된 것으로 추정되며, 1979년에 대웅전 등을 다시 지어 지금의 절 모습을 갖추었다.

## 참고 문헌
- 남고사지 - 국가유산청 국가유산포털